# Tage Nielsen (Komponist)
Tage Nielsen (* 16. Januar 1929 in Frederiksberg; † 23. März 2003) war ein dänischer Komponist.
Er hatte bei Rued Langgaard studiert und er arbeitete für Danmarks Radio sowie als Professor am Königlichen Dänischen Musikkonservatorium.